# Học Phi
Học Phi (11 tháng 2 năm 1913 – 6 tháng 5 năm 2014) là nhà văn, nhà viết kịch Việt Nam. Ông đã được trao tặng giải thưởng Hồ Chí Minh về văn học đợt 1 (1996).

## Tiểu sử
Ông tên thật là Chu Văn Tập, sinh tại Tam Nông, huyện Tiên Lữ, Hưng Yên và tham gia cách mạng từ rất sớm. Năm 1929 là đảng viên Việt Nam Quốc dân Đảng.
Năm 1936, ông bắt đầu viết văn tranh đấu cho phía tả sau khi ra khỏi nhà tù của thực dân Pháp. Tác phẩm đầu tay của ông là tiểu thuyết Hai làn sóng ngược, dựa trên vở kịch ngắn cùng tên của Nguyễn Văn Năng, sau đó đổi tên thành Xung đột (bút danh Tú Văn) đăng trên báo Đời nay. Sau đó ông viết tiếp hàng loạt truyện ngắn đăng trên báo Tin tức và các báo khác ở Hà Nội thời ấy.
Năm 1939, thời kì Mặt trận Bình dân chấm dứt, ông bị an trí về Hưng Yên. Thời gian này ông tiếp tục viết và xuất bản được 3 cuốn tiểu thuyết Đắm tàu, Giòng giõi, Yêu và thù. Ông còn được giao nhiệm vụ cùng Vũ Quốc Uy xây dựng Hội Văn hóa Cứu quốc Việt Nam.
Sau Cách mạng tháng 8, ông làm Chủ tịch Uỷ ban nhân dân Cách mạng tỉnh Hưng Yên . Năm 1946 làm Trợ lý Bộ trưởng Bộ Tuyên truyền.
Giai đoạn 1947 – 1948, ông làm Tổng thư ký Hội Văn hoá kháng chiến Liên khu III, sau chuyển lên Ban biên tập Ban Tuyên huấn Trung ương, rồi phụ trách Đoàn Văn công Trung ương.
Hoà bình lập lại, Học Phi trỏ về Hà Nội. Ông giữ chức làm Giám đốc Nhà hát Kịch Việt Nam, rồi Tổng thư ký Hội Nghệ sĩ sân khấu Việt Nam cho tới lúc về hưu (1957 – 1983).
Năm 1944, ông bắt đầu viết kịch. Vở kịch đầu tay là Đào Nương, viết vế người ca nữ Đào Thị Huệ, sau này được ông viết lại năm 1980, lấy tên là Người kỹ nữ ở Đông Quan. Năm 1945, ông lại viết tiếp vở Cà sa giết giặc, được công diễn lần đầu tại Nhà hát Lớn Hà Nội vào Quốc khánh 2 tháng 9 năm 1946. Kể từ đó ông bắt đầu chuyển hướng sang viết kịch. Nhiều vở kịch ngắn, dài ra đời sau đó, trong đó có Chị Hòa, Bên đường dốc, Một đảng viên, Lúa mùa thu, Mở đường, Mai,... đã gây được tiếng vang lớn.
Năm 1976, ông nghỉ công tác hành chính. Ông lại trở lại với nghề văn, và viết được những cuốn tiểu thuyết Ngọn lửa, Hừng đông, Xuống đường, Bà đốc Huệ, Cuộc đời về cuối. Từ các cuốn tiểu thuyết, ông lại rút ra một số vở kịch như Ni cô Đàm Vân, Cô hàng rau rút từ Ngọn lửa và Hừng đông, Hoàng Lan, Đêm dài rút từ Xuống đường... Sự nghiệp viết văn của ông bao gồm hơn 30 vở kịch và 9 cuốn tiểu thuyết. Ngoại trừ Bà đốc Huệ viết về Khởi nghĩa Bãi Sậy và Người kỹ nữ ở Đông Quan thì những tác phẩm của ông đều nói về lịch sử Đảng Cộng sản Việt Nam. Ở tuổi 90, ông bắt đầu viết kịch bản phim, như bộ phim Minh Nguyệt đã giành giải Kịch bản xuất sắc nhất tại Liên hoan Truyền hình toàn quốc, được đạo diễn Nguyễn Hữu Phần dàn dựng.
Ông mất ngày 6 tháng 5 năm 2014 hưởng thọ 101 tuổi. Nơi an nghỉ cuối cùng của ông tại Nghĩa trang Mai Dịch, Hà Nội.
Học Phi được Nhà nước trao tặng Huân chương Độc lập hạng nhất và Giải thưởng Hồ Chí Minh về Văn học – Nghệ thuật (đợt 1).
Các con của ông là nhà văn Chu Lai và nhà văn Hồng Phi. Con dâu ông, Vũ Thị Hồng, cũng là một nhà văn và hội viên Hội nhà văn Việt Nam.

## Tác phẩm

### Tiểu thuyết
- Hai làn sóng ngược – Xung đột (1939)
- Đắm tàu (1940)
- Giòng giõi (1941)
- Yêu và thù (1942)
- Hừng đông (1980)
- Ngọn lửa (1981)
- Bà đốc Huệ (1991)
- Xuống đường (1996)
- Cuộc đời về cuối (1999)
- Đi tìm mái ấm gia đình (2007)

### Kịch
- Người kĩ nữ ở Đông Quan (1944), sau đổi thành Đào nương (1980)
- Cà sa giết giặc (1946)
- Ngày mai (1951)
- Chị Hòa (1955)
- Lúa mùa thu (1955)
- Bên đường dốc
- Một đảng viên (1960)
- Những người chiến thắng (1965)
- Mở đường (1967)
- Mai
- Ni cô Đàm Vân (1976)
- Cô hàng rau (1978)
- Hoàng Lan
- Đêm dài